# Otiothops brevis
Otiothops brevis là một loài nhện trong họ Palpimanidae. Loài này được phát hiện ở Venezuela.